# Parafia św. Marii Magdaleny w Głębokiem
Parafia św. Marii Magdaleny w Głębokiem − parafia rzymskokatolicka znajdująca się w archidiecezji przemyskiej w dekanacie Rymanów.

## Historia
Przed 1538 roku w Głębokiem została erygowana parafia. W 1670 roku parafia przestała istnieć. W 1699 roku spalił się pierwszy drewniany kościół. W 1700 roku zbudowano kolejny drewniany kościół. 
W 1903 roku dekretem bpa Józefa Sebastiana Pelczara została erygowana ekspozytura. 19 stycznia 1932 roku parafia nieusuwalna. W 1934 roku rozpoczęto budowę nowego kościoła, który w 1936 roku został konsekrowany. 14 września 1944 roku wycofujący się Niemcy zniszczyli kościół. 
Po wojnie msze święte odprawiano w drewnianym budynku mieszkalnym. W 1958 roku rozpoczęto gromadzenie materiałów na budowę kościoła, a także zbudowano tymczasową kaplicę. W 1973 roku po wielu latach starań otrzymano pozwolenia na budowę kościoła i w tym też roku zbudowano murowany kościół, według projektu arch. inż. Lesława Safki. 23 września 1973 roku bp Ignacy Tokarczuk poświęcił nowy kościół.
Na terenie parafii jest 2080 wiernych (w tym: Głębokie – 730, Sieniawa – 1100, Pastwiska – 180, Rudawka Rymanowska – 36, Puławy – 18, Odrzechowa (ul. Dębowa – 3, ul. Długa 5).
Proboszczowie parafii:
1903–1905. ks. Jan Szczerbiński (ekspozyt).
1905–1907. ks. Andrzej Ślisz (ekspozyt).
1907–?. ks. Bartłomiej Rzońca (ekspozyt).
ks. Franciszek Strzępek (ekspozyt).
ks. Jan Szurek (ekspozyt)
1923–?. ks. Józef Pienta (administrator).
1934–1937. ks. Karol Prokop.
1937–1938. ks. Andrzej Witko (administrator excurrendo z Beska)
1938. ks. Michał Sternal (administrator).
1938– ks. Wojciech Grębowski.
ks. Stanisław Nosal (administrator).
1958–1968. ks. Franciszek Płoucha (administrator).
1973–2001. ks. prał. Jan Szyndlar.
2001– nadal ks. Stanisław Gniewek.

## Kościoły filialne
- Sieniawa – W 1874 roku miejscowi grekokatolicy zbudowali drewnianą cerkiew. Po wysiedleniu grekokatolików, w latach 1947–1953 w cerkwi urządzono magazyn. W 1953 roku cerkiew została zaadaptowana na kościół filialny. W latach 1971–1973 kościół wyremontowano.

Po wybudowaniu nowego kościoła filialnego, 23 kwietnia 2017 roku abp Adam Szal konsekrował go pw. św. Jana Pawła II.
- Pastwiska – W 1980 roku Bolesław Drybała ofiarował plac pod budowę kościoła i wystąpił o pozwolenie na budowę owczarni. Następnie w oparciu o to pozwolenia rozpoczęto budowę kościoła filialnego[19]. W 1981 roku dobudowano przedsionek i zakrystię.

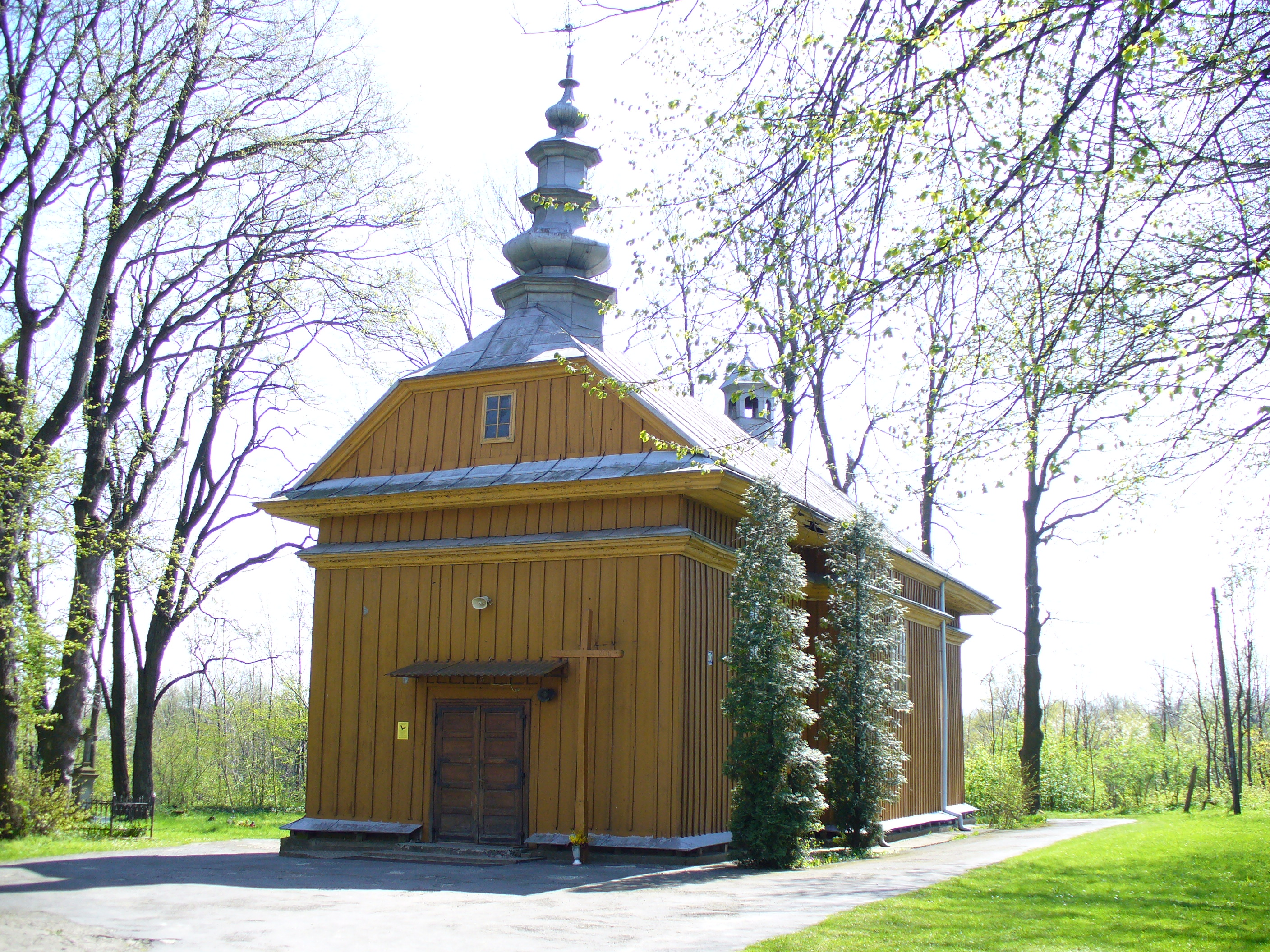
dawna cerkiew w Sieniawie